# Capoeta
Capoeta es un género de peces de la familia Cyprinidae y de la orden de los Cypriniformes. La distribución del género incluye aguas dulces de Asia Occidental y Europa Oriental: Afganistán, Irán, Turkmenistán, Irak, Siria, Turquía, Rusia, Azerbaiyán, Armenia y ... . Siendo Luciobarbus el género hermana de Capoeta, se pueden distinguir 3 linajes principales dentro de este género: Mesopotamian, Anatolian-Iranian y Aralo-Caspian.  Las especies Capoeta antalyensis, Capoeta bergamae y Capoeta pestai se encuentran en peligro de extinción, la última casi extinguida ya.

## Especies
Recientemente se ha remodelado la sistemática de este grupo mediante el análisis mitocondrial de las distintas especies. Se reconocen las siguientes especies:
- Capoeta aculeata (Valenciennes, 1844)
- Capoeta alborzensis Jouladeh-Roudbar, Eagderi, Ghanavi & Doadrio, 2016 [7]
- Capoeta angorae (Hankó, 1925)
- Capoeta antalyensis (Battalgil, 1943)
- Capoeta aydinensis Turan et al., 2017
- Capoeta baliki Turan, Kottelat, Ekmekçi & İmamoğlu, 2006
- Capoeta banarescui Turan, Kottelat, Ekmekçi & İmamoğlu, 2006
- Capoeta barroisi (Lortet, 1894)
- Capoeta bergamae M. S. Karaman, 1969
- Capoeta buhsei Kessler, 1877
- Capoeta caelestis Schöter, Özuluğ & Freyhof, 2009
- Capoeta capoeta (Güldenstädt, 1773)
  - Capoeta capoeta capoeta (Güldenstädt, 1773)
  - Capoeta capoeta gracilis (Keyserling, 1861)
  - Capoeta capoeta sevangi De Filippi, 1865
- Capoeta coadi Alwan et al., 2016
- Capoeta damascina (Valenciennes, 1842)
- Capoeta ekmekciae Turan, Kottelat, Kirankaya & Engin, 2006
- Capoeta erhani Turan, Kottelat & Ekmekçi, 2008
- Capoeta ferdowsii Jouladeh-Roudbar, Eagderi, Murillo-Ramos, Ghanavi & Doadrio, 2017[8]
- Capoeta fusca A. M. Nikolskii, 1897
- Capoeta gracilis Keyserling, 1861
- Capoeta kaput Levin, Prokófiev & Roubenyan, 2019[9]
- Capoeta kosswigi M. S. Karaman, 1969
- Capoeta mandica Bianco et al., 1982
- Capoeta mauricii Küçük, Turan, Şahin & Gülle, 2009
- Capoeta pestai (Pietschmann, 1933)
- Capoeta pyragyi Jouladeh-Roudbar, Eagderi, Murillo-Ramos, Ghanavi & Doadrio, 2017[8]
- Capoeta razii Jouladeh-Roudbar, Eagderi, Ghanavi & Doadrio, 2017 [10]
- Capoeta saadii (Heckel, 1847)
- Capoeta sevangi De Filippi, 1865
- Capoeta shajariani Jouladeh-Roudbar, Eagderi, Murillo-Ramos, Ghanavi & Doadrio, 2017[8]
- Capoeta sieboldii (Steindachner, 1864)
- Capoeta tinca (Heckel, 1843)
- Capoeta trutta (Heckel, 1843)
- Capoeta turani Özuluğ & Freyhof, 2008
- Capoeta umbla (Heckel, 1843)